# Nullosetigera mutica
Nullosetigera mutica är en kräftdjursart som först beskrevs av Georg Ossian Sars 1907.  Nullosetigera mutica ingår i släktet Nullosetigera och familjen Nullosetigeridae. Inga underarter finns listade i Catalogue of Life.